# 나노컴퓨터

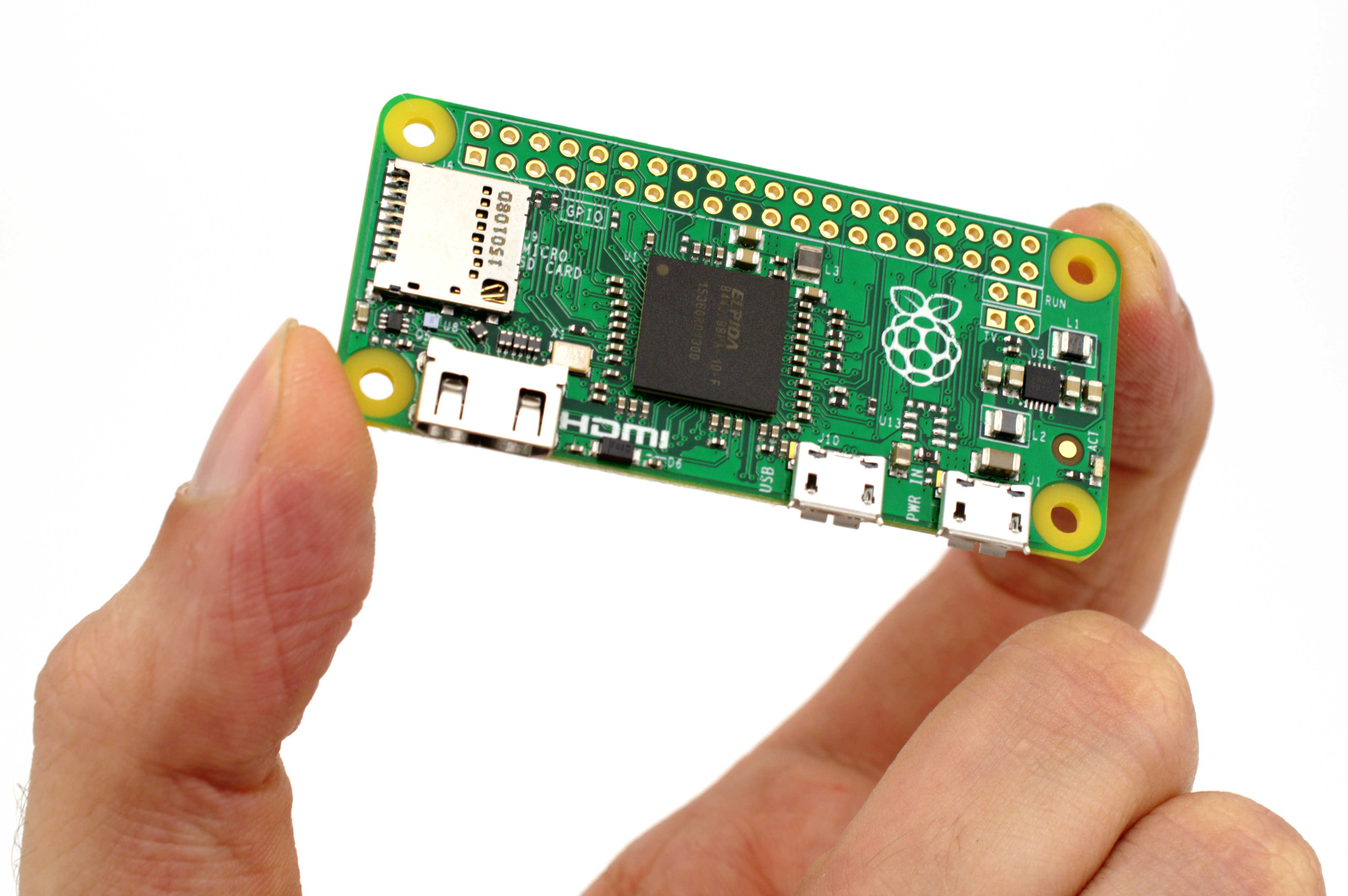
매우 작은 형태의 컴퓨터

나노컴퓨터(nanocomputer)는 마이크로컴퓨터보다 더 작은 컴퓨터를 가리키는 논리적인 이름이다. 참고로, 마이크로컴퓨터는 미니컴퓨터보다 더 작은 개념이다.

## 오늘날 가장 작은 컴퓨터
현대 전기 장치들의 핵심에 위치하는 마이크로일레트로닉스 부품들은 반도체 트랜지스터를 채용하고 있다. 나노컴퓨터라는 용어는 점차 신용 카드 크기에 비견하는 컴퓨터 장치를 가리키는 것으로 사용되고 있다. 이러한 이름을 처음 사용한 것은 2008년 11월 7일 더 플라잉 일렉트론(The Flying Electron Inc.)사가 제조한 s1mp3이다. 지금은 다양한 장치에 사용되며 이를테면 다음과 같다.
- 아두이노
- 비글보드
- Olinuxino[3]
- 오드로이드
- 미라캐스트 동글
- 모든 PC-on-a-stick (MK802 시리즈...)
- 라즈베리 파이

## 같이 보기
- 나노기술
- 양자 컴퓨터